# 221
| 221                |
| ------------------ |
| Dødsfald - Fødsler |
|                    |

| Gregoriansk kalender | 221 CCXXI               |
| Ab urbe condita      | 974                     |
| Armensk kalender     | I/T                     |
| Kinesiske kalender   | 2917 – 2918 庚子 – 辛丑 |
| Etiopisk kalender    | 213 – 214               |
| Jødisk kalender      | 3981 – 3982             |
| Hindukalendere       |                         |
| - Vikram Samvat      | 276 – 277               |
| - Shaka Samvat       | 143 – 144               |
| - Kali Yuga          | 3322 – 3323             |
| Iransk kalender      | 401 BP – 400 BP         |
| Islamisk kalender    | 414 BH – 413 BH         |

Se også 221 (tal)

## Begivenheder
- 15. maj - den kinesiske krigsherre Liu Bei erklærer sig kejser af Shu Han, efterfølgeren til Han-dynastiet